# Sacrator
Sacrator là một chi bướm ngày thuộc họ Bướm nâu.